# Paraeuchaeta plaxiphora
Paraeuchaeta plaxiphora är en kräftdjursart som beskrevs av Mungo Park 1995. Paraeuchaeta plaxiphora ingår i släktet Paraeuchaeta och familjen Euchaetidae. Inga underarter finns listade i Catalogue of Life.